# أبو بكر سومباري
أبو بكر سومباري (بالفرنسية: Aboubacar Somparé)‏‏ (31 أغسطس 1944 - 2 نوفمبر 2017) كان دبلوماسيًا وسياسيًّا غانيًّا.